# Tobias Norlind
Johan Henrik Tobias Norlind, född 6 maj 1879 i Vellinge församling, död 13 augusti 1947 i Stockholm, var en svensk musikforskare, etnolog och museichef. 

## Biografi
Tobias Norlind bedrev musikpraktiska och musikhistoriska studier i Lund, München och Berlin, för bland andra Thuille, Sandberger och Fleischer. Norlind disputerade vid Lunds universitet 1909 på avhandlingen Latinska skolsånger i Sverige och Finland och innehade därefter en oavlönad docentur i litteratur- och musikhistoria, vilket ledde till etablerandet av musikforskning som eget universitetsämne. År 1918 flyttade han från Lund till Stockholm, där han vid sidan av sitt fortsatta folkhögskolearbete var lärare i musikhistoria vid Musikkonservatoriet (nuvarande Kungliga Musikhögskolan i Stockholm) och från 1919 chef för Musikhistoriska museet (nuvarande Scenkonstmuseet). Samma år grundade Norlind Svenska samfundet för musikforskning och den av samfundet utgivna Svensk tidskrift för musikforskning och var föreningens ordförande och redaktör för dess tidskrift fram till 1926. Han producerade sig flitigt inom olika delområden av såväl musikvetenskap som etnologi. 
Åren 1901–1914 var Norlind sekreterare i svenska sektionen av Internationale Musikgesellschaft. Han var föreståndare för Stockholms borgarskolas folkhögskola 1919–1931 och verkade även en tid som folkhögskollärare och rektor i Tomelilla och Östra Grevie.
Tobias Norlind var bror till konstnären Ernst Norlind och författaren Arnold Norlind.

## Utmärkelser
- 1919 – Ledamot nr 564 av Kungliga Musikaliska Akademien
- 1945 – Medaljen för tonkonstens främjande